# Bassala Sambou
Bassala Sambou (Hannover, 15 ottobre 1997) è un calciatore tedesco, attaccante del Neftçi Baku.

## Carriera
Nato ad Hannover da genitori senegalesi, si è trasferito in Inghilterra all'età di sette anni. A 14 anni entra a far parte delle giovanili del Coventry City, in cui militerà fino al 2015.
Nella stagione 2015-2016 inizia ad essere aggregato con più frequenza alla prima squadra ed il 7 novembre debutta fra i professionisti in occasione dell'incontro di FA Cup perso 2-1 contro il Northampton Town.
Il 3 giugno 2016 viene ceduto all'Everton. Con i Toffees disputa tre stagioni con la formazione Under-23 prima di passare a titolo definitivo agli olandesi del Fortuna Sittard.

## Statistiche

### Presenze e reti nei club
Statistiche aggiornate al 22 ottobre 2020.
| Stagione               | Squadra                | Campionato             | Campionato | Campionato | Coppe nazionali | Coppe nazionali | Coppe nazionali | Coppe continentali | Coppe continentali | Coppe continentali | Altre coppe | Altre coppe | Altre coppe | Totale | Totale | Totale |
| Stagione               | Squadra                | Comp                   | Pres       | Reti       | Comp            | Pres            | Reti            | Comp               | Pres               | Reti               | Comp        | Pres        | Reti        | Pres   | Reti   |        |
| ---------------------- | ---------------------- | ---------------------- | ---------- | ---------- | --------------- | --------------- | --------------- | ------------------ | ------------------ | ------------------ | ----------- | ----------- | ----------- | ------ | ------ | ------ |
| 2015-2016              | Coventry City          | FL1                    | 0          | 0          | FACup+CdL       | 1+0             | 0               |                    | -                  | -                  | EFLT        | 0           | 0           | 1      | 0      |        |
| 2016-2017              | Everton                | PL                     | 0          | 0          | FACup+CdL       | 0+0             | 0               |                    | -                  | -                  | EFLT        | 2           | 0           | 2      | 0      |        |
| 2017-2018              | Everton                | PL                     | 0          | 0          | FACup+CdL       | 0+0             | 0               |                    | -                  | -                  | EFLT        | 3           | 0           | 3      | 0      |        |
| 2018-2019              | Everton                | PL                     | 0          | 0          | FACup+CdL       | 0+0             | 0               |                    | -                  | -                  | EFLT        | 3           | 2           | 3      | 2      |        |
| Totale Everton         | Totale Everton         | Totale Everton         | 0          | 0          |                 | 0               | 0               |                    | -                  | -                  |             | 8           | 2           | 8      | 2      |        |
| 2019-2020              | Fortuna Sittard        | ED                     | 22         | 2          | CO              | 3               | 1               |                    | -                  | -                  |             | -           | -           | 25     | 3      |        |
| set.-ott. 2020         | Fortuna Sittard        | ED                     | 3          | 0          | CO              | 0               | 0               |                    | -                  | -                  |             | -           | -           | 3      | 0      |        |
| Totale Fortuna Sittard | Totale Fortuna Sittard | Totale Fortuna Sittard | 25         | 2          |                 | 3               | 1               |                    | -                  | -                  |             | -           | -           | 28     | 3      |        |
| ott.- 2020-2021        | Randers                | SL                     | 1          | 0          | DBL             | 1               | 1               |                    | -                  | -                  |             | -           | -           | 2      | 1      |        |
| Totale carriera        | Totale carriera        | Totale carriera        | 26         | 2          |                 | 5               | 2               |                    | -                  | -                  |             | 8           | 2           | 39     | 6      |        |

## Palmarès

### Club

#### Competizioni nazionali
- Coppa di Danimarca: 1

Randers: 2020-2021